# Dracopelta zbyszewskii
Dracopelta zbyszewskii ("escudo  dragón de George Zbyszewski") es la única especie del género extinto  Dracopelta  de dinosaurio tireóforo anquilosauriano, que vivió a finales del período Jurásico, en el Kimmeridgiense, hace aproximadamente 152 millones de años, en lo que es hoy Europa. Encontrado en Portugal, fue descrito por Peter Galton en 1980. Cuando Galton describiera al único espécimen conocido, él se refirió a la localidad de Ribamar, en sedimentos del Jurásico superior, en el Kimeridgiano. Sin embargo hay dos localidades cercanas con este mismo nombre en la región de Estremadura de Portugal. Una, cerca de Mafra, datada del Cretácico temprano, la otra, cerca de Lourinhã, de finales del Jurásico. Antunes y Mateus, consideran que lo más probable pertenece a Jurásico superior. Finalmente se consiguió identificar el origen del ejemplar gracias a una fotografía, de la excavación, resultando ser niveles del Jurásico Superior cerca de la localidad de Assenta, al norte de Ribamar, Mafra en el municipio de Torres Vedras. El género se nombra por el vocablo en  latín draco “dragón” en  conjunción con la palabra en griego pelte “escudo”. La especie tipo D. zbyszewskii, fue dedicada en honor al paleontólogo George Zbyszewski.
El holotipo of D. zbyszewsii es un esqueleto parcial que consiste en la caja costal con 30 vértebras dorsales y 5 escudos dermales. Dracopelta es el primer anquilosáurido reconocido del Jurásico tardío y los restos pertenecen a uno de los más antiguos géneros referidos a Ankylosauria. Originalmente colocado dentro de Nodosauridae, Vickaryous et al. consideraron a Dracopelta como un Ankylosauria incertae sedis. A pesar de lo dificultoso de estimar el tamaño a partir de restos parciales, se cree que llegó a medir alrededor de 2 metros de largo, y seguramente fue un herbívoro cuadrúpedo.